# 658882 Žemaitija
658882 Žemaitija è un asteroide della fascia principale. Scoperto nel 2017, presenta un'orbita caratterizzata da un semiasse maggiore pari a 2,977899 UA e da un'eccentricità di 0,103541, inclinata di 9,171557° rispetto all'eclittica.